# Gülmira Mambetalieva
Gülmira Sulaimanovna Mambetalieva (Froenze, 29 januari 1956 - Bisjkek, 25 april 2017) was een Kirgizisch wetenschapper, professor, filantroop en auteur van verschillende wetenschappelijke werken.

## Levensloop
Gülmira Sulaimanovna Mambetalieva werd op 29 januari 1956 in Froenze, de hoofdstad van Kirgizië, geboren. Haar vader, Sulaiman Mambetaliyev, was een bekende journalist in de Kirgizische Socialistische Sovjetrepubliek.
In 1977 studeerde Mambetalieva af in de Wetenschapsgeschiedenis aan de Kirgizische Staatsuniversiteit (nu de Kirgizische Nationale Universiteit genoemd). In 1986 studeerde ze af aan het Instituut voor Wijsbegeerte en Recht van de Academie van Wetenschappen. Daarna werkte als universitair hoofddocent aan de Staatsuniversiteit van Naryn. In 2008 werd ze vertegenwoordiger van de Diplomatieke Academie van de Staat namens het Ministerie van Buitenlandse Zaken van Kirgizië. Op 24 november 2016 ontving ze de titel "professor" in de politieke wetenschappen.
Mambetalieva stierf op 25 april 2017 in Bishkek als gevolg van een langdurige ziekte. Ze werd op 27 april begraven in het dorp Koi-Tash in de regio Tsjoej.

## Werken
- Bekturganova Kulbubu: Кыргызстандын асыл кыздары. – Мамлекеттик тил жана энциклопедия борбору., 2006. – ISBN 9967-14-040-2.
- Shekerbek Kalykov: Шумкарлар учкан бийиктик. – 2006.
- Bekturganova Kulbubu: Дочери земли Кыргызской. – 2007.
- Jekshelaev Kadyrbek & Mukambetov Stalbek: Бугу уруусунун тарыхый инсандары. – ISBN 978-9967-13-776-9.
- Bekturganova Kulbubu: Кыргыз аялдары: тарыхта жана азыркы учурда / Кыргызская женщина: история и современность. – 2017.